# Бэррон, Стив
Стивен «Стив» Бэррон (англ. Steven "Steve" Barron; 4 апреля 1956, Дублин) — ирландский кинорежиссёр и клипмейкер. Наиболее известен как режиссёр фильмов «Черепашки-ниндзя» и «Яйцеголовые», а также музыкальных видео: «Take on Me» группы «a-ha» и «Billie Jean» Майкла Джексона.

## Режиссёрская фильмография
- 1984 — Электрические грёзы / Electric Dreams
- 1990 — Черепашки-ниндзя / Teenage Mutant Ninja Turtles
- 1993 — Яйцеголовые / Coneheads
- 1996 — Приключения Пиноккио / The Adventures of Pinocchio
- 1998 — Великий Мерлин / Merlin (мини-сериал)
- 2000 — Арабские приключения / Arabian Nights
- 2000 — Крыса / Rat
- 2001 — Тренер / Mike Bassett: England Manager
- 2003 — Властелин легенд / DreamKeeper
- 2006 — Задыхающийся человек / Choking Man
- 2011 — Остров сокровищ / Treasure Island

## Музыкальные видео
- a-ha — «Take on Me» (1985), «The Sun Always Shines on T.V.» (1985), «Hunting High and Low» (1986), «Cry Wolf» (1986), «Manhattan Skyline» (1987), «The Living Daylights» (1987), «Crying in the Rain» (1990), «Butterfly, Butterfly (The Last Hurrah)» (2010)
- Adam and the Ants — «Antmusic» (1980)
- Брайан Адамс — «Cuts Like a Knife» (1983), «Heaven» (1985), «Summer of '69» (1985) «Run To You» (1985)
- Culture Club — «God Thank You Woman» (1986)
- Дэвид Боуи — «As the World Falls Down» (1987) «Underground» (1987)
- Def Leppard — «Let's Get Rocked» (1992)
- Dire Straits — «Money for Nothing» (1985) «Calling Elvis» (1990)
- Долли Партон — «Potential New Boyfriend» (1983)
- Эдди Грант — «Electric Avenue» (1982)
- Fleetwood Mac — «Hold Me» (1982)
- Fun Boy Three — «It Ain’t What You Do….» (1982)
- Heaven 17 — «Penthouse and Pavement» (1981), «Let Me Go» (1982)
- The Human League — «Don't You Want Me» (1981) «Love Action», (1982) «(Keep Feeling) Fascination» (1983)
- Джо Джексон — «Steppin' Out» (1982), «Real Men» (1982) 'Breaking Us In Two' (1982)
- Мадонна — «Burning Up» (1983)
- Майкл Джексон — «Billie Jean» (1983)
- Orchestral Manoeuvres in the Dark — «Maid of Orleans» (1982)
- Пол Маккартни — «Pretty Little Head» (1986)
- Secret Affair — «Time for Action» (1979), «My World» (1980), «Sound of Confusion» (1980)
- Шина Истон — «For Your Eyes Only» (1981)
- Tears for Fears — «Pale Shelter» (1983)
- Toto — «Africa» (1982), «Rosanna» (1982)
- ZZ Top — «Rough Boy» (1986)